# Dendrocincla fuliginosa
Dendrocincla fuliginosa е вид птица от семейство Furnariidae.

## Разпространение
Видът е разпространен в Аржентина, Боливия, Бразилия, Колумбия, Коста Рика, Еквадор, Френска Гвиана, Гвиана, Хондурас, Никарагуа, Панама, Перу, Суринам, Тринидад и Тобаго и Венецуела.